# Ockelbo och Hamrånge tingslag
Ockelbo och Hamrånge tingslag var ett tingslag i Gävleborgs län inom Gästriklands domsaga. Tingslaget bildades 1693 och upphörde 1880 då det uppgick i de då bildade Gästriklands västra tingslag och Gästriklands östra tingslag.

## Socknar
Uppgick i Gästriklands västra tingslag:
- Ockelbo socken

Uppgick i Gästriklands östra tingslag:
- Hamrånge socken